# Kombennio
Il kombennio era un organo di tipo assembleare del popolo sannita, ma riscontrato anche presso altre popolazioni italiche, che si riuniva con cadenza periodica. Tale assemblea, di tipo popolare e a voto individuale, è da alcuni studiosi assimilata al komparakion, altri ritengono quest'ultimo un organo distinto. Ciascuna tribù sannitica aveva un proprio kombennio. Secondo la tradizione veniva convocato dai meddix tuticus per deliberare sulle dichiarazioni di guerra, la formulazione delle leggi e l'amministrazione della giustizia.